# Сафронов, Иван Иванович (старший)
Ива́н Ива́нович Сафро́нов (16 января 1956, Москва, СССР — 2 марта 2007, Москва, Россия) — военный обозреватель газеты «Коммерсантъ», полковник запаса.
В 1979 году окончил инженерный факультет Военной академии имени Дзержинского и продолжил службу на Дальнем Востоке, в 1983 году был переведен в Краснознаменск Московской области. С 1993 года служил в пресс-службе Военно-космических сил ВС России. В 1997 году уволен в запас и стал сотрудником издательского дома «Коммерсантъ». Погиб при невыясненных обстоятельствах в марте 2007 года. После смерти журналиста на его место военного обозревателя в газете «Коммерсантъ» пришёл сын Иван Сафронов — младший, который также получил известность в связи со своими публикациями.

## Биография
Иван Иванович Сафронов родился 16 января 1956 года в Москве.
В июне 1974 года поступил на инженерный факультет Военной академии имени Дзержинского (в настоящее время — Военная академия ракетных войск стратегического назначения имени Петра Великого).
В 1979 году Сафронов окончил академию по специальности «военный инженер по эксплуатации электронно-вычислительной техники» и направлен проходить военную службу на Дальний Восток — стал инженером отделения отдельного командно-измерительного комплекса № 15 в посёлке Галёнки Уссурийского края.
В 1983 году Сафронов был переведен в город Краснознаменск Московской области на должность инженера отдела Главного испытательного центра испытаний и управления космическими средствами имени Г. С. Титова (ГИЦИУ КС).
С января 1993 года служил в пресс-службе Военно-космических сил России (ВКС), ставших самостоятельным родом войск в августе 1992 года.
2 октября 1997 года Сафронов уволился в запас в звании подполковника. По некоторым сведениям, он ушёл в запас в знак протеста против «ликвидации» ВКС, которые 1 ноября 1997 года были переданы в ведение Ракетных войск стратегического назначения (РВСН).
C декабря 1997 года Сафронов работал в издательском доме «Коммерсантъ»: более тысячи его статей и заметок были опубликованы в газете «Коммерсантъ» и журналах «Коммерсантъ-Власть», «Коммерсантъ-Деньги» и «Автопилот».
Кроме того, с 1999 года он сотрудничал с интернет-изданием «Газета.Ru». Публикации Сафронова были посвящены состоянию различных видов вооружённых сил и родов войск видов ВС, оборонно-промышленному комплексу страны (включая вопросы его реструктуризации) и военно-техническому сотрудничеству России с иностранными государствами. В декабре 2002 года Сафронову было присвоено звание полковника запаса.

### Смерть и расследование её причин
24 февраля 2007 года Сафронов вернулся в Москву из очередной командировки — в Объединённые Арабские Эмираты на международную выставку вооружений IDEX-2007, открывшуюся 17 февраля 2007 года в Абу-Даби. По некоторым сведениям, там он пытался проверить информацию о возможных поставках российского оружия на Ближний Восток — партии истребителей Су-30 для Сирии и зенитных ракетных комплексов С-300В для Ирана, которые якобы должны были идти через Белоруссию. Сафронов сообщил в редакцию «Коммерсанта», что получил необходимые подтверждения, но готовых материалов так и не представил.
27 февраля 2007 года он посетил пресс-конференцию главы Федеральной службы по военно-техническому сотрудничеству Михаила Дмитриева, где сообщил коллегам из «Коммерсанта», что у него появилась информация о подписанных контрактах между Россией и Сирией на поставку зенитных ракетно-пушечных комплексов «Панцирь-С1», истребителей МиГ-29 и оперативно-тактических ракет «Искандер-Э». Кроме того, Сафронов сообщил, что в случае огласки этих сведений может разразиться большой международный скандал, а ФСБ обязательно возбудит против него уголовное дело по факту разглашения государственной тайны.
2 марта 2007 года Иван Сафронов погиб, упав из окна лестничной площадки в подъезде своего дома № 9 на Нижегородской улице. По словам свидетелей происшествия, некоторое время после падения он, возможно, был ещё жив, но когда приехала карета скорой помощи, врачи констатировали его смерть. В тот день Сафронов, находившийся на больничном, посетил поликлинику: ещё в Абу-Даби у него внезапно начались боли в животе, а уже в Москве врачи диагностировали язву желудка. Освободившись, он поехал домой, а по дороге зашёл в магазин за продуктами. Около 16 часов он, видимо, вошёл в свой подъезд, после чего поднялся на лестничную площадку между четвёртым и пятым этажами, где оставил пакет с покупками, хотя его квартира располагалась на третьем этаже. Первой была высказана версия о самоубийстве Сафронова, но её упорно отвергали как родственники, так и коллеги покойного.
5 марта 2007 года Таганская межрайонная прокуратура Москвы возбудила уголовное дело по факту доведения Сафронова до самоубийства, чтобы получить юридические основания для начала следственных действий. Впоследствии, заявили следователи, дело могло быть переквалифицировано на другую статью.
В мае 2007 года агентство «Интерфакс» сообщило о том, что прокуратура не обнаружила «оружейный след» в деле о гибели Сафронова. Близкий к следствию источник агентства назвал наиболее вероятной версию, «связанную с личной жизнью погибшего». В конце июня 2007 года то же агентство распространило информацию о том, что следствие не нашло подтверждения и уголовной версии произошедшего. У Сафронова остались жена, дочь и сын Иван.
Похороны Сафронова состоялись 7 марта 2007 года на Хованском кладбище (Северная территория, уч. 266).
В сентябре 2007 года стало известно о прекращении расследования гибели Сафронова. Прокуратура Центрального округа Москвы решила закрыть уголовное дело о доведении до самоубийства за отсутствием события преступления. Следователи пришли к выводу, что Сафронов покончил жизнь самоубийством. Родственники и коллеги журналиста остались недовольны следственными действиями: они убеждены, что у него не было никаких мотивов для самоубийства.

## Семья
Жена — Елена, сын — Иван Сафронов, журналист. Дочь — Ирина Сафронова, 1981 года рождения.